# Балкански комитет
Балканският комитет в Лондон (на английски: Balkan Committee in London) е обществена организация с цел да информира британското общество и да привлича вниманието на политическата класа върху балканските проблеми и по-конкретно с разрешаването на Македонския въпрос. Комитетът е създаден през 1903 година и е тясно свързан с българската кауза, която широко пропагандира.
Негови основатели са братята Чарлз и Ноел Бъкстон, а освен тях в него влизат британски политици, журналисти и общественици като Дейвид Мейсън, Джеймс Баучер, Хенри Брейлсфърд, Едуард Бойл, Джон Макдоналд и други.

Гръцкият костурски митрополит Герман Каравангелис пише в спомените си: 
| „ | В самия Лондон създаде Балкански комитет, който беше чисто български комитет. Този балкански комитет го ръководеха братята Бъкстон, подкрепени от един Брайсфорд, един Брайс и кореспондента на вестник Таймс - Бауцер. Балканският комитет изпращаше за преглед и помощ на българите в различни места из Македония свои английски представители и се намираше с тях в постоянен контакт, чрез местните английски консули, поради което, благодарение на голямото влияние в Английското правителство успяваше винаги да назначава филобългар. Така и сега веднага след българското въстание изпрати в Костур една комисия от мъже и жени, между които се отличаваше г-ца Томсън, да раздели дрехи и пари на пострадалите българи и да ги преустрои в борбата им. Членовете на комисията отседнаха в една гръцка къща и така аз съумях да наблюдавам всичките им постъпки. Научавах например, че през нощите мъжете и Томсън имаха срещи с българските главатари и ги поощряваха, даваха им напътствия и съвети и каквото беше много опасно за гръцките интереси. В това наблюдение на движението на англичаните, ни помагаше тяхната хазайка, гъркинята и особено нейните роднини, с които поддържах връзка, за да научавам какво става. С тяхна помощ в ръцете ми попадна едно писмо на английския консул в Битоля до англичаните на Балканския комитет, които се намираха в Костур, на които им пишеше за някаква случка (не си спомням за какво точно), неблагоприятна за българите и казваше, че зад нея вижда „пръста на Костурския митрополит”, и ги съветваше да внимават. Това писмо го изпратих на гръцкия консул в Битоля. Не зная как моето писмо стана достояние на английския консул, нещо, което предизвика отвращението и омразата му към мен. Оттогава Балканският комитет на Лондон започна да пише срещу мен един куп лъжи и истини. Самият Брайсфорд и Брайс, които издадоха цели кореспонденции в полза на българските претенции, пишеха с най-черни краски името ми, както и кореспондента на Таймс, който обикаляше Македония и след това отсядаше в София, на която се беше превърнал на сляп и глух служител. | “ |

През 1903 година президент на комитета е Джеймс Брайс, вицепрезиденти са Самюел Бърнет, Джордж Кадбъри, д-р Клифърд, Едуард Фитцморис, Хърбърт Гладстон, Джон Пърсивал, епископ на Херфорд, Хенри Холанд, Малкълм Маккол, Артър Гордън, Чарлс Гор, епископ на Уорчестър, председател е Ноел Бъкстон; ковчежник е P. W. Wilson, а секретар Скот Джеймс.
През 1908 година в ръководството на Балканския комитет са Джон Уестлейк (президент), Ноел Бъкстон (председател), Робърт Йербург (ковчежник) и W. A. Moore (секретар).

## Издания
- Macedonia, 1903.   Adelphi, Published by the Balkan Comittee.
- Macedonia in the winter ot 1907-1908 //  .   The Balkan Comittee, 1908.
- The question of the Balkans, past, present and future //  .   The Balkan Comittee, 1912.